# Опытное Поле (Ульяновск)
Опытное Поле — упразднённый посёлок, ныне микрорайон в южной части Железнодорожного района Ульяновска. Располагается на реке Свияга.

## История
20 декабря 1859 года, по инициативе графа Владимира Петровича Орлова-Давыдова, в Симбирске было открыто Общество сельского хозяйства. Напротив села Вырыпаевка была основана опытная ферма, чтобы вести на ней образцовое хозяйство по разным системам полеводства и луговодства. 
После более двадцатилетней деятельности, в отчёте за 1881 год, Общество признало положение своё неправильным. Общее собрание членов общества признало необходимым изменить свой устав, чтобы предоставить земству непосредственное участие в делах общества и для того установило: 
1) губернскому земскому собранию предоставляется ежегодно приглашать в состав общества сельского хозяйства по два представителя сельских хозяев от каждого уезда, которые пользуются бесплатно правами действительных членов, 
2) все председатели уездных земских управ Симбирской губернии, по званию своему, состоят действительными членами общества, 
3) годичные собрания общества открываются одновременно с заседаниями губернского земского собрания. Однако приведённые изменения устава общества нисколько не повлияли на дальнейшую его деятельность и не дали благоприятных результатов.
С 15 марта 1893 года по 1 января 1894 года ферма находилась в введение Симбирской чувашской школы. 
6 октября 1896 года Общество сельского хозяйства открыла низшую сельскохозяйственную школу 1-го разряда.
В начале XX века на базе фермы была создана Симбирская опытная станция, в 1910 году — опытное поле Симбирского уездного земства, с 1918 года -— Вырыпаевское опытное поле. В 1921 году — Вырыпаевская опытная станция. На 1928 год — Вырыпаевское картофельное опытное поле. На 1950 год -— сельскохозяйственная опытная станция картофельного хозяйства. Впоследствии оно получило статус Ульяновской зональной опытной станции по картофелю. 
В 1959 году с/х станция «Опытное поле» стало самостоятельным посёлком.
В 1968 году была открыта «Средняя школа № 10 имени Героя Советского Союза И. П. Громова».
Указом Президиума Верховного Совета РСФСР от 8 февраля 1971 года в состав города Ульяновска включён посёлок Опытное Поле Ульяновского района Ульяновской области .

## Население
- 1897 г. — 1 двор и 13 чел[5]. Хутор Симбирского общества сельского хозяйства.
- 1924 г. — 3 двора и 40 жителей. Вырыпаевское опытное поле[6].
- 1927 г. — 15 дворов и 73 жителя. Вырыпаевское опытное поле[7].
- 1930 г. — 81 чел[8]. Хутор Вырыпаевской опытной станции.

## Инфраструктура
- Ульяновский сборный пункт области
- Учебный центр УВД по Ульяновской области

## Достопримечательности
- Поселение «Киндяковка», 2-я пол. II тыс. до н.э., южная окраина города, в 40 м западнее школы № 10[9].